# Ястремський Юліян
Юлія́́н Ястре́мський  (* 1 січня 1910, Вінніпег), (Канада) — 18.06 1999, Канада) — канадський архітектор українського походження.

## Біографія
Нащадок вихідців з Буковини та Галичини Томаса і Йозефи Гайовських, які емігрували до Канади 1890 року.
Освіту здобув в Університеті Манітоби, Колумбійському університеті і Мангаттан-коледжі в Нью-Йорку. Дійсний член НТШ. Очолював проектування і будівництво Будівельного агентства Нью-Йорку та портових споруд компанії Бетлегем. По війні заклав власне архітектурне бюро в Нью-Йорку. Головні будови:
- Українська католицька катедра і церква Христа-Царя, Філядельфія
- церква св. Івана Христителя, Нюарк (Нью-Джерсі)
- дерев'яна церква, Барнесборо (Пенсильванія)
- православна церква св. Трійці, Вест-Філд (Нью-Джерсі)
- православна церква св. Варвари в Орендні (Коннектикут)
- катедральна церква св. Марії, Ванкувер
- катедральний собор св. Івана Христителя, Оттава
- будинки: семінарій у Вашингтоні і Стемфорді; українських парохіальних шкіл; Українського Народного Союзу в Джерсі Сіті над Гадсоном.

Автор численних статей про українську церковну архітектуру в журналі «Ковчег».
Має визначні заслуги у розвитку українського церковного будівництва в США й Канаді. Тримаючися засад традиційної тридільности храмової будови з обов'язковим іконостасом, інтегрально включеним у цілість споруди, він використовував можливості модерної будівельної техніки, досягаючи монументальної гармонійности, що була ідеалом будівничих минулих часів. Маючи свій оригінальний вигляд, будови Я. одночасно гармонійно включаються в модерну амеранську урбаністику.